# Штернберг, Чарльз
Чарльз Хазелиус Штернберг (англ. Charles Hazelius Sternberg; 15 июня 1850, Мидлбург, Нью-Йорк — 21 июля 1943, Торонто, Канада) — американский палеонтолог, «охотник за динозаврами». Вместе с сыновьями Джорджем, Чарльзом Мортрамом и Леви собрал многочисленные палеонтологические коллекции для Г. Ч. Марша, Э. Д. Копа, А. Агассиса, американских и европейских музеев.

## Биография
Чарльз Штернберг родился в 1850 году в штате Нью-Йорк в семье школьного директора Леви Штернберга. Чарльз заинтересовался естественными науками ещё в детстве. После того, как в 1867 году он с семьёй перебрался в Канзас, Чарльз увлёкся собиранием окаменелостей. Первые собранные им образцы — окаменевшие листья растений — он отправил в Смитсоновский институт (позже палеоботаник Лео Лескеро назовёт в его честь новый вид ископаемых растений — Protophyllum sternbergii), но вскоре переключился на ископаемых позвоночных.
В 1870-е годы Штернберг, учившийся в Сельскохозяйственном колледже штата Канзас (ныне Университет штата Канзас), через своего учителя Б. Ф. Маджа попытался наняться на раскопки к ведущему палеонтологу того времени Г. Ч. Маршу, но не преуспел. В 1876 году он предложил свои услуги другому известному палеонтологу, Эдварду Копу, получив у того ассигнования на покупку фургона, лошадей и оборудования для раскопок на западе штата Канзас. Сотрудничество Штернберга с Копом продолжалось ещё долгое время, а в дальнейшем к числу работодателей Штернберга присоединился и Марш, а также Александр Агассис. Экспедиции Штернберга работали в меловых отложениях Канзаса, на Джудит-Ривер в штате Миссури, в штатах Орегон, Вашингтон, Техас и Вайоминг. Коп назвал в его честь вид ископаемых верблюдов Paratylopus sternbergi.
В 1880 году Чарльз Штернберг женился на Анне Рейнольдс. От этого брака у него было пять детей. Трое сыновей Чарльза (за исключением первого, умершего в младенчестве) — Джордж, Чарльз Мортрам и Леви — впоследствии сопровождали отца в экспедициях, а затем обзавелись и собственной высокой репутацией как палеонтологи — Джордж в Канзасе, а двое младших сыновей в Канаде.
В начале 1890-х годов Штернберг-старший начал сотрудничать напрямую с различными музеями США и Европы, собирая для них коллекции. С 1912 года он работал в Бюро геологической разведки Канады, откуда был вынужден уйти в 1916 году из-за разногласий с Лоуренсом Ламбом. Помимо работы в экспедициях в Альберту, во время пребывания в Канаде Штернберг также способствовал открытию зоопарка Торонто, в настоящее время также известного своей экспозицией динозавров. После двух лет на раскопках в Канзасе он в 1918 году перебрался в Калифорнию, где прожил до смерти жены в 1938 году. В начале века Штернберг выпустил две автобиографических книги — «Жизнь охотника за ископаемыми» (1909) и «Охота на динозавров в бедлендах реки Ред-Дир, Альберта, Канада» (1917). Он продолжал вести раскопки и на девятом десятке лет, раскопав в Нью-Мексико череп рогатого динозавра, которого Г. Ф. Осборн назвал в его честь Pentaceratops sternbergii.
В 1939 году, после смерти жены, Чарльз Штернберг переехал к сыновьям Чарльзу Моттраму и Леви в Канаду, где и умер летом 1943 года.

## Научный вклад
Чарльз Штернберг-старший не был учёным-классификатором, посвятив себя полевой работе. Именно в этом качестве он внёс свой главный вклад в палеонтологию. Штернберг является автором методик, разработанных для сохранения окаменелостей, которые широко использовались долгое время после их внедрения. Одной из этих методик было применение холщовых бинтов, на которые наносилась рисовая паста (позже клейстер или гипс), для фиксации и хранения костей. Этой техникой Штернберг пользовался с первых лет работы полевым палеонтологом.
Штернберг, расцвет активности которого пришёлся на первые годы развития палеонтологии как науки, в своих экспедициях нашёл ископаемые остатки многочисленных животных. Среди известнейших находок экспедиций Штернберга — две «мумии» утконосых динозавров, редчайшие по степени сохранности мягких тканей. Первая находка была сделана Джорджем и Леви Штернбергами (на тот момент в возрасте 25 и 14 лет), работавшими в 1908 году в отцовской экспедиции, и включена в экспозицию Американского музея естественной истории; вторая, сделанная на несколько лет позже, хранится в коллекции Зенкенбергского музея (Франкфурт-на-Майне).
В честь Чарльза Хазелиуса Штернберга и его сыновей назван музей естественной истории при Государственном университете Форт-Хейз (Канзас).